# Leda e il cigno (affresco)
Leda e il cigno è un affresco rinvenuto nel 2018 nell'omonima casa della Regio V di Pompei.

## Storia e descrizione
L'affresco raffigura Leda seduta con il cigno (Giove) sul grembo nel momento dell'amplesso, riprendendo il mito della figlia di Testio e moglie di Tindaro, re di Sparta. La leggenda narra che Zeus, innamoratosi di Leda, si trasformò in un cigno per sedurla sulle rive del fiume Eurota e, una volta ottenuta la sua attenzione, si accoppiò con lei.
È stato rinvenuto nel 2018, nell'ambito del Grande progetto Pompei e degli interventi di riduzione delle criticità idrogeologiche sui fronti di scavo della Regio V, all'interno di un ambiente identificato come cubiculum e posto accanto alle fauces. In ragione del ritrovamento è stato ampliato lo scavo della casa che ha assunto poi il nome dell'affresco.